# فارنهایت ۴۵۱ (فیلم ۲۰۱۸)
فارنهایت ۴۵۱ (انگلیسی: Fahrenheit 451) یک فیلم درام آمریکایی در سبک ادبیات داستانی آرمان‌شهری و ویران‌شهری محصول ۲۰۱۸ به کارگردانی و نویسندگی مشترک رامین بحرانی است که بر اساس کتابی به همین نام نوشته ری بردبری در سال ۱۹۵۳ ساخته شده‌است. مایکل بی. جردن، مایکل شانون، خاندی الکساندر، سوفیا بوتلا، لیلی سینگ، گریس لین کونگ و مارتین دونووان در این فیلم به ایفای نقش پرداخته‌اند. داستان فیلم در آمریکای آینده اتفاق می‌افتد و داستان یک «آتش‌نشان» را روایت می‌کند که کارش سوزاندن کتاب‌هایی است که اکنون غیرقانونی هستند، اما پس از آشنایی با یک زن جوان، جامعه را زیر سؤال می‌برد. این فیلم پس از نمایش در جشنواره فیلم کن ۲۰۱۸، در ۱۹ مه ۲۰۱۸ از شبکه اچ‌بی‌او پخش شد و نقدهای متفاوتی را دریافت کرد، با تمجید از اجراها و جلوه‌های بصری، اما انتقاد برای فیلمنامه و عدم وفاداری به منبع اصلی.

## بازیگران
- مایکل بی.جردن
- مایکل شنون
- سوفیا بوتلا
- مارتین دونوان

## داستان
در یک آیندهٔ ترسناک، مردی جوان به‌نام گای مونتاگ، آتش‌نشانانی است که شغلش سوزاندن کتاب‌ها است. او بعد از آشنایی با دختری جوان، درگیر سوالاتی در مورد شغلش، با خودش می‌شود و متوجه می‌شود که چرا باید کتاب‌ها را بسوزاند…

## تولید
رامین بحرانی در ژوئن ۲۰۱۶ در حال ساخت اقتباسی از رمان بردبری بود. در آوریل ۲۰۱۷، مایکل شانون و مایکل بی جردن در این فیلم انتخاب شدند و جردن نیز نقش تهیه‌کننده اجرایی را بر عهده گرفت. در ژوئن، سوفیا بوتلا به این پروژه متصل شد، شخصیت یوتیوب لیلی سینگ به عنوان یک وبلاگ نویس انتخاب شد، و لورا هریر به عنوان میلی، همسر مونتاگ انتخاب شد، اگرچه او در نهایت از فیلم حذف شد. فیلمبرداری در ژوئیه ۲۰۱۷ با اضافه شدن مارتین دونوان، اندی مک کوئین و گریس لین کونگ به بازیگران در ماه اوت آغاز شد.

## انتشار
در ۱۸ سپتامبر ۲۰۱۸ به صورت دی‌وی‌دی و دیسک بلوری منتشر شد.

## بازخوردها
- در وب‌سایت جمع‌آوری نقد راتن تومیتوز، این فیلم بر اساس ۸۲ نقد ۳۲ درصد و میانگین امتیاز ۴٫۹ از ۱۰ را دارد.[۱۱]
- در متاکریتیک، که به نقدها امتیاز نرمال‌شده‌ای می‌دهد، این فیلم بر اساس ۱۹ منتقد، امتیاز ۴۷ از ۱۰۰ را کسب کرده‌است که نشان‌دهنده «نقدهای مختلط یا متوسط» است.[۱۲]